# Agobard de Lió
Agobard (Catalunya?, 778 - Saintes, 840) fou un religiós hispànic, bisbe de Lió. És venerat com a sant per diverses confessions cristianes.

## Biografia
Agobard era originari del sud del Pirineus, potser de Catalunya, i d'origen got. La seva família es va establir a Septimània el 781 i va viure a Narbona. Es va dedicar als estudis i la religió i el 795 va anar a Lió on va ser ordenat sacerdot el 804. Va intimar amb Benet d'Aniana però l'origen i caràcter de la seva amistat no és conegut. El 816 va ser escollit bisbe de la ciutat succeint Leidrat de Lió que es va retirar al monestir de Saint-Médard.
Del 816 al 822 va treballar per la unitat dogmàtica, política i litúrgica de l'església i va intentar orientar amb altres reformadors la política imperial carolíngia amb Lluís el Pietós, i va participar en la supressió de l'autonomia i les lleis particulars de Borgonya. El 822 va presidir junt amb Nebridi de Narbona l'assemblea que va escollir abat d'Aniana Tructesind.
S'oposava a la unificació de l'Imperi Franc i, a partir del 823, a la creixent influència de l'emperadriu Judit. També es declarà contrari a l'estatut concedit als jueus de Lió, que tenien drets importants i jurisdicció pròpia a Lió, segons la qual eren jutjats per un Magister Judaeorum independent, i estaven sota la protecció imperial gaudint de garanties quant a l'ús de la seva religió i l'exercici d'una justícia pròpia i separada. Va prendre partit per Lotari contra el seu pare Lluís el Pietós. Això li va costar caure en desgràcia el 835, quan Lluís va tornar al tron, havent de marxar exiliat a Itàlia on es va oposar a les reformes litúrgiques d'Amalari de Metz.
El 837 va ser perdonat i restaurat com a bisbe de Lió. Va morir a Saintes el 840.

## Obra escrita
Agobard s'oposava al culte a les imatges i acabà oposant-se a la veneració als sants. No obstant això, la seva obra teològica era ortodoxa i contrària, per exemple a Fèlix d'Urgell i l'adopcionisme (Liber adversus dogma Felicis Urgellensis).
Va escriure contra els judicis de Déu basats en l'aigua bullent i el foc, contra les supersticions i la creença en bruixes i contra la creença que les tempestes tenien un caràcter màgic. Antisemita, en les seves obres contra els jueus els anomenava "fill de la foscor". En total, va escriure unes 22 obres de temàtica diversa, publicades per primer cop el 1668 per Étienne Baluze (1630-1718).
- Ad Matfredum Precerem Palatii Deploratoria De Injustitiis.
- Carmina.
- Chartula.
- Contra Insulsam Vulgi Opinionem De Grandine Et Tonitruis.
- Contra Libros Quatuor Amalarii Abbatis.
- Contra Objectiones Fredigisi Abbatis.
- Contra Praeceptum Impium De Baptismo Judaicorum Mancipiorum.
- De Baptismo Judaicorum Mancipiorum.
- Cavendo Convictu Et Societate Judaica.
- De Comparatione Regiminis Ecclesiastici Et Politici.
- De Divisione Imperii Francorum Inter Filios Ludovici Imperatoris.
- De Insolentia Judeorum.
- De Judaicis Superstitionibus.
- De Modo Regiminis Ecclesiastici.
- De Privilegio Et Jure Sacerdotii.
- De Quorundam Inlusione Signorum.
- Elogia.
- Epistola Ad Ebbonem Episcopum De Spe Et Timore.
- Liber Adversus Dogma Felicis Urgellensis.
- Liber Adversus Legem Gundobadi.
- Liber Apologeticus Pro Filiis Ludovici Pii Imperatoris Adversus Patrem.
- Liber De Correctioine Antiphonarii.
- Liber De Despensatione Ecclesiasticarum Rerum .
- Liber De Divina Psalmodia.
- Liber De Divinis Sententiis Digestus.
- Sermo Exhortatorius Ad Plebem De Fidei Veritate.
- Vita Operaque.

## Veneració
Agobard era venerat com a sant a Lió, tot i no haver estat canonitzat. Els bol·landistes, però, l'inclouen als Acta Sanctorum.

### Llegenda de la nau extraterrestre
L'episodi en què salva quatre testimonis (quatre víctimes d'una suposada abducció per una nau voladora) és fictici, ja que la història original, similar a una abducció, és explicada per Agodard com un fet irreal, sense cap fonament i increïble. En canvi, a partir d'aquest relat, altres escrits posteriors el transformaren en un fet real que va acabar essent considerada com a cert.
Segons la tradició, Agobard havia salvat tres homes i una dona que estavena punt d'ésser morts pel poble, ja que deien que havien baixat d'una nau voladora. Ells deien que havien estat "abduïts" per éssers celestials que els havien mostrat meravelles i coses que no comprenien, per deixar-los a terra després.
Agobard ho explica a De grandine et tonitruis ("De la calamarsa i el tron"), criticant la credulitat de la gent, que deia que existia una regió anomenada Magònia, on els vaixells (les naus) volaven entre els núvols i s'enduien els fruits de la terra que les calamarsades i les tempestes "robaven" de la terra. Com a argument d'aquestes supersticions explica com va haver de salvar aquestes quatre persones, a qui estaven a punt de matar, dient que venien d'una d'aquelles naus.